# Dorogi Andor
Dorogi Andor (1912. augusztus 10. – 1989) magyar nemzetközi labdarúgó-játékvezető.

## Pályafutása

### Nemzeti játékvezetés
1954-ben lett az I. Liga játékvezetője. 1962 júliusában az Magyar Testnevelési és Sport Tanács (MTST)  sportpolitikai okokból egyik napról a másikra drákói határozattal olyan döntést hozott, hogy az élvonalbeli játékvezetők életkorát 50 évről azonnali végrehajtással 45 évre leszállította. A nemzeti játékvezetéstől 1962-ben vonult vissza. Első ligás mérkőzéseinek száma: 200.
1950. márciusban a Magyar Futballbírák Testületének (JT) főtitkára Tabák Endre a játékvezetők részére egységes felszerelést alakított ki. A felső ruházat fekete ing, JT emblémával, fehér gallérral, az újak és a nyak fehér szegéllyel. Fekete sportnadrág, fekete sportszár fehér szegéllyel. Ugyanakkor FIFA szettet kaptak nemzetközi játékvezetőink: Kamarás Árpád, Dorogi Andor, Gerő Ferenc, Klug Frigyes, Hertzka Pál, Iváncsics Mihály és a 40 éves jubileumát ünneplő Bíró Sándor.

### Nemzetközi játékvezetés
A Magyar Labdarúgó-szövetség Játékvezető Bizottsága (JB) terjesztette fel nemzetközi játékvezetőnek, a Nemzetközi Labdarúgó-szövetség (FIFA) 1950-től tartotta nyilván bírói keretében. 50 éves korára lett nemzetközi játékvezető
16 éves nemzeti- és nemzetközi játékvezetői működése alatt, több mint 50 nemzetek közötti válogatott mérkőzést vezetett, ezzel az eredménnyel Európában a harmadik legfoglalkoztatottabb játékvezető volt. Őt Arthur Ellis (17 év alatt 60) illetve Peco Bauwens dr. (21 év alatt 82) előzi meg a rangsorban. Az 1962-es világbajnokságot követően a Brazil labdarúgó-szövetségtől ajánlatot kapott, hogy szerződjön Carlos Roblesszel együtt, bajnoki mérkőzések vezetésére. Minden igazolása, engedélye megvolt, de felesége hirtelen betegsége miatt lemondta a meghívást. A magyar nemzetközi játékvezetők rangsorában, a világbajnokság-Európa-bajnokság sorrendjében többedmagával a 9. helyet foglalja el 4 találkozó szolgálatával. Az aktív nemzetközi játékvezetést 1962-ben fejezte be.

#### Labdarúgó-világbajnokság
A világbajnoki döntőhöz vezető úton Svájcba az V., az 1954-es labdarúgó-világbajnokságra és Chilébe a VII., az 1962-es labdarúgó-világbajnokságra a FIFA JB bíróként alkalmazta. A 3. magyar bíró, aki mérkőzésvezetésre kapott megbízást. A FIFA JB elvárása szerint, ha nem vezetett mérkőzést, akkor partbíróként segített. Chiléből a FIFA JB több játékvezetőt hazaküldött, Dorogi maradt. Ezen a tornán is nagy szerepe volt a sportpolitikának. Dorogit a FIFA JB jelölte a Chile–Szovjetunió, de a chilei sportvezetés nem fogadta el, mert Aricában abban csoportban működött, ahol a szovjetek játszottak. Az egyik elődöntő, a Chile–Brazília mérkőzésre is jelölték, most a brazilok tiltakoztak a sok európai játékvezető foglalkoztatása miatt. 1962-ben kettő csoportmérkőzésen első számú, majd a bronzmérkőzésen 2. számú partbírói pozíciót kapott. Egyes számú pozícióból a játékvezető sérülése esetén továbbvezethette volna a találkozót. A világbajnokság egyik legfelkészültebb játékvezetője. Világbajnokságokon vezetett mérkőzéseinek száma: 1 + 3 (partbíró).

##### 1954-es labdarúgó-világbajnokság

###### Selejtező mérkőzés
| Időpont           | Helyszín               | Mérkőzés típusa           | Mérkőzés         | Eredmény | Nézők száma |
| ----------------- | ---------------------- | ------------------------- | ---------------- | -------- | ----------- |
| 1953. október 11. | Levski Stadion, Szófia | előselejtező (8. csoport) | Bulgária–Románia | 1 : 2    | 40 000      |

##### 1962-es labdarúgó-világbajnokság

###### Selejtező mérkőzés
| Időpont         | Helyszín                   | Mérkőzés típusa           | Partbírók     | Mérkőzés                 | Eredmény | Nézők száma |
| --------------- | -------------------------- | ------------------------- | ------------- | ------------------------ | -------- | ----------- |
| 1961. május 20. | Olimpiai Stadion, Lausanne | előselejtező (1. csoport) | Svájc–Belgium | Pósa János/Virágh Ferenc | 2 : 1    | 38 000      |

###### Világbajnoki mérkőzés
| Időpont         | Helyszín                       | Mérkőzés típusa              | Partbírók        | Mérkőzés                     | Eredmény | Nézők száma |
| --------------- | ------------------------------ | ---------------------------- | ---------------- | ---------------------------- | -------- | ----------- |
| 1962. május 30. | Carlos Dittborn Stadion, Arica | csoportmérkőzés (1. csoport) | Uruguay–Kolumbia | João Etzel Filho/Karol Galba | 2 : 1    | 8 000       |

#### Labdarúgó-Európa-bajnokság
Az európai-labdarúgó torna döntőjéhez vezető úton Franciaországba az I., az 1960-as labdarúgó-Európa-bajnokságra az UEFA JB játékvezetőként foglalkoztatta.

##### 1960-as labdarúgó-Európa-bajnokság

###### Európa-bajnoki mérkőzés
| Időpont         | Helyszín                        | Mérkőzés típusa      | Mérkőzés              | Eredmény | Nézők száma |
| --------------- | ------------------------------- | -------------------- | --------------------- | -------- | ----------- |
| 1960. május 22. | Augusztus 23. Stadion, Bukarest | az egyik negyeddöntő | Románia–Csehszlovákia | 0 : 2    | 61 000      |

## Szakmai sikerek
A világbajnokságon mutatott kiváló teljesítményének elismerésére a FIFA vezetőitől megkapta az Emlékplakettet. A chilei Játékvezető Testülettől (JT) a nagy elismerő zászlót.

## Külső hivatkozások
- Dorogi Andor. World Referee. [2012. október 11-i dátummal az eredetiből archiválva]. (Hozzáférés: 2010. december 26.)
- Dorogi Andor. zerozerofootball.com. (Hozzáférés: 2012. április 17.)
- Dorogi Andor. footballdatabase.eu. (Hozzáférés: 2012. április 17.)
- Dorogi Andor. scoreshelf.com. [2016. március 11-i dátummal az eredetiből archiválva]. (Hozzáférés: 2010. december 26.)
- Dorogi Andor. eu-football.info. (Hozzáférés: 2012. április 17.)
- Dorogi Andor. albertohelder.blogspot.com. (Hozzáférés: 2010. december 26.)